# Jolgeh Khalaj
Jolgeh Khalaj (persiska: جُلگِۀ خَلَجِ سُفلَى, جُلگِۀ خَلَجِ پائين, جلگه خلج, Jolgeh-ye Khalaj-e Soflá) är en ort i Iran.   Den ligger i provinsen Lorestan, i den västra delen av landet, 400 km sydväst om huvudstaden Teheran. Jolgeh Khalaj ligger 753 meter över havet och antalet invånare är 284.
Terrängen runt Jolgeh Khalaj är huvudsakligen kuperad. Jolgeh Khalaj ligger nere i en dal. Runt Jolgeh Khalaj är det ganska glesbefolkat, med 28 invånare per kvadratkilometer. Närmaste större samhälle är Poldokhtar, 17,7 km sydväst om Jolgeh Khalaj. Omgivningarna runt Jolgeh Khalaj är i huvudsak ett öppet busklandskap.